# Bardu
Bardu (en sami septentrional: Bearddu suohkan, en kven: Perttulan komuuni) es un municipio de Troms, Noruega. El centro administrativo es Setermoen. 
La mayor guarnición del ejército noruego está en Setermoen. La milicia es el mayor empleador del municipio, con 1000 reclutas anualmente. El zoológico más septentrional del mundo, el Zoológico Polar se ubica al sur del municipio.

## Historia
Inicialmente llamado Bardodalen, fue fundado en 1854 cuando la parte este del municipio de Ibestad fue entregada para formar otro. La población inicial era de 757 habitantes. Los límites no han cambiado desde entonces, pero el nombre se acortó a Bardu.

## Etimología
Bardu es la variante noruega de la palabra sami Beardu. El significado probable es «larga y empinada ladera». Antes de 1889,  el nombre era «Bardodalen» que significa «el valle de Bardo». Desde 1889 hasta 1908, el nombre era «Bardo». Después de 1909, se decía «Bardu».

## Gobierno
El municipio se encarga de la educación primaria, asistencia sanitaria, atención a la tercera edad, desempleo, servicios sociales, desarrollo económico, y mantenimiento de caminos locales.

### Concejo municipal
El concejo municipal (Kommunestyre) tiene 19 representantes que son elegidos cada 4 años y estos eligen a un alcalde. Estos son:

### Bardu Kommunestyre 2015-2019
| Partido                        | Número de representantes |
| ------------------------------ | ------------------------ |
| Partido Laborista Noruego      | 7                        |
| Partido del Progreso (Noruega) | 1                        |
| Partido Conservador            | 4                        |
| Partido de Centro (Noruega)    | 6                        |
| Partido Liberal                | 1                        |

## Geografía
Bardu limita con Lavangen y Salangen al oeste, Målselv al norte, Narvik (en Nordland) al sur y Suecia al este. El río Barduelva recorre el municipio de sur a norte a través del valle Bardudalen. El valle Salangsdalen está en la parte oeste. El lago Altevatnet está en el este, junto a los lagos Geavdnjajávri y Leinavatn. Estos están en los alrededores y forman parte del parque nacional Rohkunborri.

## Clima
Bardu, aunque no está lejos de la costa, tiene inviernos más fríos que en áreas costeras. Esto se debe a que las montañas bloquean el aire más cálido proveniente de la costa. Los veranos suelen ser más calurosos que en la costa.

## Galería

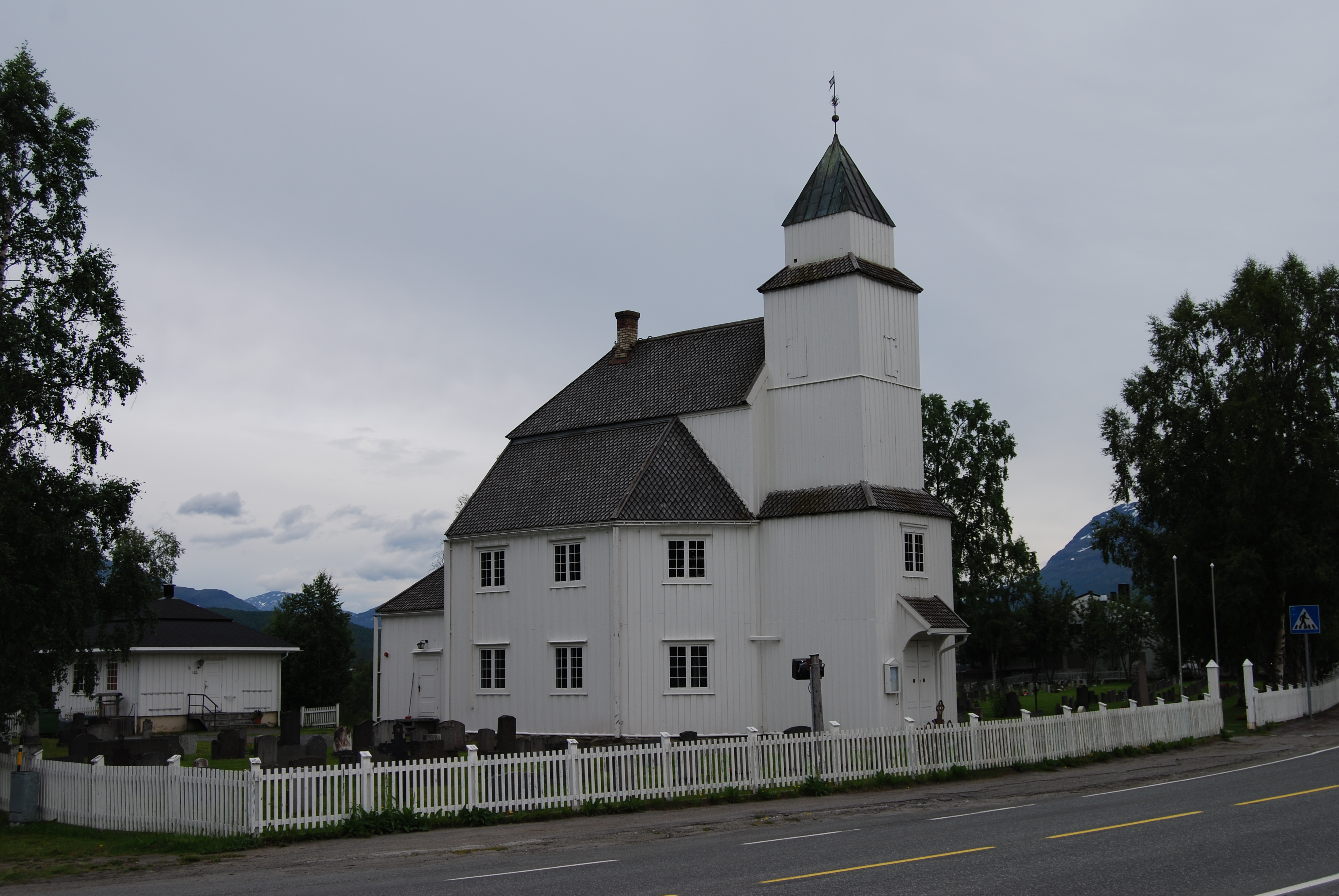
Iglesia de Bardu
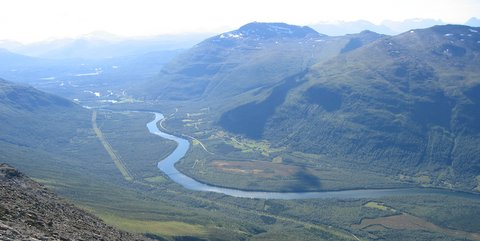
Valle de Bardu y el río desde Istind a Setermoen
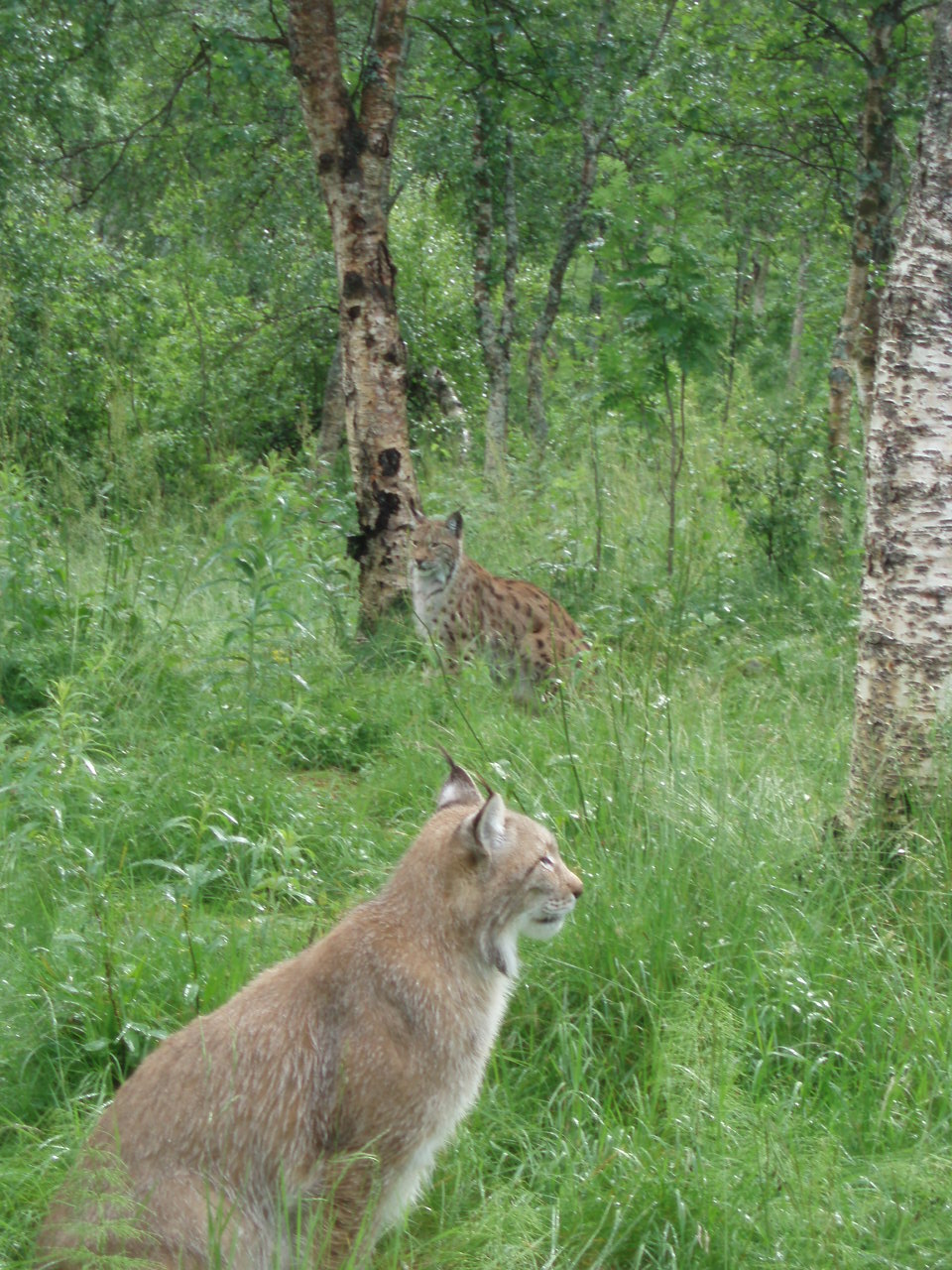
Lince en el Zoológico Polar, Bardu.

## Residentes notables
- Fred Børre Lundberg, artista.